# Jan Lenssens
Jan G.P.M.C. Lenssens (Dendermonde, 20 augustus 1935 - aldaar, 11 juli 2006) was een Belgisch volksvertegenwoordiger, senator en minister in de eerste Vlaamse Regeringen.

## Levensloop
Lenssens, zevende in een gezin met tien kinderen, studeerde af als maatschappelijk assistent. Hij trouwde met Leentje Van Biesen. Hij werd propagandist voor de Landelijke Bediendencentrale (LBC) in het gewest Dendermonde. Actief binnen de plaatselijke CVP, werd hij in 1972 lid van het CVP-hoofdbestuur.
Van 1974 tot 1991 en van 1995 tot 1999 zetelde hij voor het arrondissement Dendermonde in de Kamer van volksvertegenwoordigers. Daartussen zetelde hij van 1991 tot 1995 in de Senaat als rechtstreeks verkozen senator voor het kiesarrondissement Dendermonde-Sint-Niklaas. In de periode april 1974-oktober 1980 zetelde hij als gevolg van het toen bestaande dubbelmandaat ook in de Cultuurraad voor de Nederlandse Cultuurgemeenschap, die op 7 december 1971 werd geïnstalleerd. Vanaf 21 oktober 1980 tot mei 1995 was hij lid van de Vlaamse Raad, de opvolger van de Cultuurraad en de voorloper van het huidige Vlaams Parlement.
Binnen de organisaties van de christelijke arbeidersbeweging was hij secretaris van de LBC, van 1979 tot 2002 voorzitter van het CM-verbond Dendermonde, van 2002 tot 2004 voorzitter van het CM-verbond Land van Waas en Dendermonde, voorzitter van het CM-verbond Oost-Vlaanderen, voorzitter van de Vlaamse Christelijke Mutualiteiten, ondervoorzitter van de CM en in 1990 was hij de stichter van het Vlaams Fonds voor Sociale Integratie van Personen met een Handicap.
Ook was hij jarenlang minister in de Vlaamse Executieve: van december 1981 tot december 1985 was hij minister van Leefmilieu, Waterbeleid en Onderwijs in de Regering-Geens I, van december 1985 tot februari 1988 was hij minister van Volksgezondheid en Leefmilieu in de Regering-Geens II, van februari tot oktober 1988 was hij minister van Welzijn, Gezin en Volksgezondheid in de Regering-Geens III en van oktober 1988 tot februari 1992 was hij minister van Welzijn en Gezin in de Regering-Geens IV.
Hij bereidde zich in 1992 voor om zijn partijgenoot Gaston Geens als minister-president van de Vlaamse Regering op te volgen. Zijn carrière werd echter onderbroken doordat hij een hersenvliesontsteking opliep. Lenssens was nadien nog ondervoorzitter van de Kamer. Hij overleed op bijna 71-jarige leeftijd aan een hartaderbreuk.